# Laz Stubički
Laz Stubički – wieś w Chorwacji, w żupanii krapińsko-zagorskiej, w gminie Marija Bistrica. W 2011 roku liczyła 267 mieszkańców.